# الإصبع المتحرك
الإصبع المتحرك (بالإنجليزية: The Moving Finger), رواية تحقيق من تأليف أغاثا كريستي، نشرت لأول مرة في الولايات المتحدة الأمريكية عام 1942، وفي المملكة المتحدة عام 1943, وقد ظهرت فيها شخصية الآنسة ماربل، لكن في الربع الأخير فقط من الرواية.

## ملخص الرواية
جيري برتون وأخته جوانا يعيشان في لندن، يقرران استئجار منزل في ليمستوك حتى يقضي جيري فترة نقاهة من جراح تعرض لها في حادث تحطم طائرة. وخلال أسبوع من استقبال الجيران والتعرف عليهم، تصل رسائل مغفلة -بدون اسم المرسل- تتهم جيري وأخته بأنهما في الحقيقة عشيقان وليسا أخا وأختا كما يدعيان، وبعد فترة يكتشف الاثنان ان العديد من الرسائل المماثلة قد وصلت للعديد من سكان البلد، تكز على اتهامات حول علاقات مشبوهة.
السيدة سيمنغتون، زوجة المحامي المحلي، يتم العثور عليها ميتة بعد أن تلقت واحدة من تلك الرسائل تقول أن السيد ديك سيمنغتون ليس أب ابنها الثاني. تكتشف جثتها وبجانبها الرسالة، وكأس يحتوي على سينايد البوتاسيوم، وجزء من ورقة كتب فيها «لا أستطيع الاستمرار». يقرر التحقيق الذي أجري بخصوص القضية أنها كانت حادثة انتحار، وتقرر الشرطة البحث وإلقاء القبض على كاتب تلك الرسائل. خادمة آل بريتون، بارتريدج، يصلها اتصال من آغنيس، خادمة آل سيمنغتون وتتفق معها على موعد، لإخبارها بشيء هام، تبدو الخادمة جد مترددة ومضطربة خلال هذه المكالمة، وفيما بعد تتخلف عن موعدها الذي تم الاتفاق عليه. في اليوم الموالي، يتم إيجاد جثة آغنيس مخفية في صندوق في بيت آل سيمنغتون، من قبل ميغان هانتر، ابنة السيدة سمينغتون من زواجها الأول التي تقيم حاليا مع زوج والدتها، السيد سيمنغتون.
ترسل شرطة سكوتلاند يارد محققا، الذي يصل إلى أن كاتبة الرسائل هي امرأة في متوسط العمر، وهي من بين المقيمات في قرية ليمستوك. ويتواصل التقدم البطيء لمجرى التحقيق، إلا أن تقوم زوجة الكاهن باستدعاء الآنسة ماربل. جيري بيرتون يعطي الآنسة ماربل العديد من المؤشرات من خلال سرده لملاحظاته وأفكاره حول سبب مقتل الخادمة آغنيس. تتلقى مربية أطفال آل سيمنغتون، إيلسي هولاند، رسالة هي الأخرى، لكن الشرطة هذه المرة تتمكن من معرفة من قام بكتابتها، فقد تم ملاحظة إيمي غريفيث، أخت طبيب القرية، تقوم بكتابة عنوان آل سيمنغتون على الآلة الكاتبة، ويتم إلقاء القبض عليها.
خلال هذه الأثناء يذهب جيري إلى لندن للقاء دكتوره ويصطحب معه ميغان، يقوم بشراء ثياب جديدة تلائم عمرها، ويدرك أنه وقع في حبها. عند عودتهما إلى ليمستوك، يقوم جيري بطلب الزواج من ميغان، لكنها ترفض. رغم ذلك يطلب جيري إذن السيد سيمنغتون من أجل مواصلة محاولاته لإقناع ميغان بالزواج منه، ويعده سيمنغتون بالحديث معها بهذا الخصوص. لاحقا في مساء ذلك اليوم، تهدد ميغان زوج والدتها بأنها ستقدم دليلا يثبت تورطه في جريمة القتل اللتان وقعتا في القرية، يقوم زوج والدتها برشوتها مقابل صمتها. لكنه فيما بعد يقوم بتخديرها ويحاول قتلها بوضع رأسها في موقد الغاز، إلا أن الشرطة وجيري يراقبانها من خارج البيت، ويتمكنان من إيقافه في الوقت المناسب. يتضح فيما بعد أن الحادث كان من تخطيط الآنسة ماربل وميغان، وهذا لإثبات الجرم على السيد سيمنغتون.
سيمنغتون هو من قام بكتابة الرسائل باستثناء الرسالة التي تلقتها المربية إيلسي. وقد قام باستلهام جمل الرسائل من أخرى كتبها تلميذة مدرسة تم توقيفها من قبل الشرطة قامت بنفس العمل -أي كتابة رسائل مغفلة للناس-. الآنسة ماربل عارضت نظرية الشرطة من البداية، لأنه لو كانت كاتبة الرسائل امرأة من قرية ليمستوك لكانت على دراية بفضائح حقيقية، لكن رجل مثل سيمغتون لا علاقة له بمثل هذه الثرثرة من شأنه كتابة رسائل ممثاثلة تحتوي على أخبار يصعب تصديقها ولا أساس لها من الصحة، إضافة إلى أن السيد سيمنغتون هو من قام بقتل زوجته باستخدام السينايد، ثم قام بقل آغنيس لأنه اعتقد أنها قد تكون شاهدة على شيء ما يدينه. وهذا كله لأنه كان يريد الزواج من إيلسي هولاند المربية. إيمي غريفيث، التي كانت واقعة في حبه، هي من قامت بكتابة الرسالة التي وصلت إلى الآنسة هولاند، تدفعها غيرتها لإيقافه من تزوج المرأة الخاطئة بنظرها. ميغان تدرك أنها تحب جيري، جوانا أخت جيري تتزوج بدكتور القرية، ويقرر كل من الأخ والأخت، جيري وجوانا، الاستقرار في قرية ليمستوك بدلا من العودة إلى لندن.

## الاقتباس
- تم اقتباس إحدى حلقات مسلسل «الآنسة ماربل» من هذه الرواية، من بطولة جوان هيكسون، ومن إنتاج قناة بي بي سي عام 1985, وقد تضمنت الحلقة جزئين.
- تم اقتباس حلقة من حلقات مسلسل أجاثا كريستي ماربل، من نفس الرواية، من بطولة جيرالدين ماكايوان في عام 2006.

## العنوانين العالمية
تم الحفاظ على العنوان الأصلي في بعض الترجمات -مثل الترجمة العربية- وتغييره في ترجمات أخرى: «لا دخان بلا نار» في الترجمة التشيكية، «جريمة عن طريق البريد» في الترجمة النرويجية، «قضية الرسائل المغفلة» في الترجمة الإسبانية، «القلم المسموم» في الترجمة البولندية.
- ترجمة القصة ايضاً بعنوان «الرسائل السوداء» بواسطة محمد عبد المنعم جلال ونشرتها المركز العربي للنشر والتوزيع.
- قام الاديب الراحل عمر عبد العزيز أمين بترجمة الرواية تحت عنوان «أصابع الاتهام» ونشرت من دار ميوزيك للطبع والنشر. وتحمل الرواية الرقم (06) ضمن السلسلة.

## روابط خارجية
- معلومات حول الرواية في الموقع الرسمي لأغاثا كريستي (باللغة الإنجليزية).
- معلومات حول حلقة مسلسل الآنسة ماربل المقتبسة من الرواية عام 1985 (باللغة الإنجليزية).
- معلومات حول حلقة مسلسل أغاثا كريستي ماربل المقبتسة من الرواية عام 2006 (باللغة الإنجليزية).
- معلومات حول الرواية في الموقع الرسمي لدار الأجيال (باللغة العربية).[وصلة مكسورة]
- معلومات حول الرواية في الموقع الرسمي لدار العرب (باللغة العربية).
- معلومات حول حلقة مسلسل الآنسة ماربل المقتبسة من الرواية عام 1985 (باللغة الإنجليزية).